# Sanie la Jocurile Olimpice
Probele de sanie au fost incluse în programul olimpic începând cu Jocurile Olimpice de iarnă din 1964 de la Innsbruck.

## Clasament pe medalii
Actualizat după Jocurile Olimpice de iarnă din 2014.
| Loc   | Țară                               | Aur | Argint | Bronz | Total |
| ----- | ---------------------------------- | --- | ------ | ----- | ----- |
| 1     | Germania (GER)                     | 15  | 9      | 7     | 31    |
| 2     | Germania de Est (GDR)              | 13  | 8      | 8     | 29    |
| 3     | Italia (ITA)                       | 7   | 4      | 6     | 17    |
| 4     | Austria (AUT)                      | 5   | 7      | 7     | 19    |
| 5     | Echipa Unificată a Germaniei (EUA) | 2   | 2      | 1     | 5     |
| 6     | Germania de Vest (FRG)             | 1   | 4      | 5     | 10    |
| 7     | Uniunea Sovietică (URS)            | 1   | 2      | 3     | 6     |
| 8     | Rusia (RUS)                        | 0   | 3      | 0     | 3     |
| 9     | Statele Unite ale Americii (USA)   | 0   | 2      | 3     | 5     |
| 10    | Letonia (LAT)                      | 0   | 1      | 3     | 4     |
| Total | Total                              | 44  | 42     | 43    | 129   |

## Sportivii cei mai medaliați
| Sportiv        | Țară     | Ediții                             | Aur | Argint | Bronz | Total |
| Georg Hackl    | Germania | 1988, 1992, 1994, 1998, 2002       | 3   | 2      | 0     | 5     |
| Felix Loch     | Germania | 2010, 2014                         | 3   | 0      | 0     | 3     |
| Armin Zöggeler | Italia   | 1994, 1998, 2002, 2006, 2010, 2014 | 2   | 1      | 3     | 6     |